# حداده (سوق اهراس)
حداده (به عربی: الحدادة) یک شهرداری و عوارض جغرافیایی در الجزایر است که در استان سوق اهراس واقع شده‌است.